# Рада арабської економічної єдності

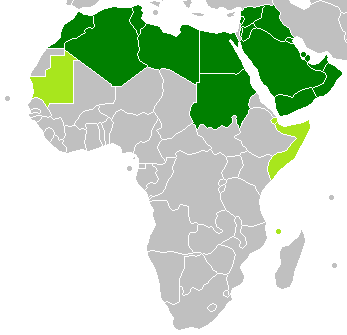
Члени РАЕЄ та члени Ліги арабських держав.
Кандидати в РАЕЄ та члени Ліги арабських держав.

Рада арабської економічної єдності (РАЕЄ) — організація, утворена в 1964 році державами-членами Ліги арабських держав. Рада об’єднує 12 країн: Єгипет, Ірак, Іран, Йорданію, Ємен, Кувейт, Лівію, Мавританію, Об'єднані Арабські Емірати, Сирію, Сомалі, Судан. Найбагатша арабська країна — Саудівська Аравія — до РАЕЄ не увійшла.
Головна мета — досягнення арабської економічної єдності. Вона має бути реалізована через утворення спільного ринку, що передбачає вільний рух капіталу і людей, свободу торгівлі, ліквідацію перешкод економічній діяльності в територіальному просторі арабського світу. Угоду про арабський спільний ринок поки що підписали 7 країн: Єгипет, Ірак, Йорданія, Ємен, Лівія, Мавританія та Сирія.
До функцій РАЕЄ належить координація політики країн-членів в галузях народного господарства (торгівлі, сільському господарстві, транспорті, промисловості). Здійснюється робота по уніфікації законів і нормативних актів з економічних програм країн-членів.
Важливого значення на шляху інтеграції надається організації спільних арабських компаній, які вже діють в Йорданії, Сирії та Іраку. Для координації діяльності країн-членів на галузевому рівні утворено спеціалізовані федерації й союзи: Арабський союз текстильної промисловості; Арабський союз по цементу й будівельних матеріалах; Арабська федерація по цукру; Арабська федерація виробників хімічних добрив; Арабська федерація машинобудування та ін.